# Amor Jebali
Pour les articles homonymes, voir Jebali.
Amor Jebali (arabe : عمر الجبالي), né le 24 décembre 1956 à La Marsa, est un footballeur tunisien.
Actif de 1967 à 1987, à l'Avenir sportif de La Marsa et en équipe nationale, il évolue au poste de défenseur, en tant que libéro ou stoppeur selon les circonstances.

## Biographie
Il grandit dans un environnement dominé par le football. Ses frères aînés Chedly et Taoufik sont titulaires à l'Avenir sportif de La Marsa et, dans le quartier populaire de Bouselsela, la pratique du football est le principal loisir. Il y retrouve Mongi Ben Brahim, futur professionnel en Suisse et futur international ainsi que ses futurs coéquipiers Habib Gabsi Anniba et Tarek Ben Chaâbane. À l'âge de onze ans, il signe sa première licence chez les jeunes, remportant coup sur coup le concours du plus jeune footballeur en  1971 et celui du jeune footballeur en 1972. Brillant dans les sélections des jeunes, il est élu meilleur joueur du tournoi juniors de Genève en 1975.
Il est alors un milieu de terrain longiligne mais l'entraîneur Taoufik Ben Othman qui le lance tout de suite en seniors le charge d'un rôle défensif dont il s'acquitte avec succès. Il se montre si efficace qu'il se retrouve en équipe nationale après seulement quelques matchs. Le 18 janvier 1976, il remplace Hammadi Agrebi lors d'un match contre l’équipe de Yougoslavie et, malgré la présence des trois autres défenseurs centraux de valeur égale que sont Kamel Chebli, Mohsen Labidi et Khaled Gasmi, il arrive à arracher sa place en sélection. Il est ainsi titularisé lors des trois matchs de la coupe du monde 1978.
Cependant, le départ des meilleurs joueurs et la volonté de rajeunissement de l’équipe de Tunisie met fin, à l'âge de seulement 26 ans, à sa carrière internationale. Il se consacre alors à son club, avec lequel il remporte une seconde coupe de Tunisie. Puis, en raccrochant les crampons en 1987, il se met au service de son club de toujours en tant que dirigeant, et veille sur son fils, le gardien de but Zied Jebali, présélectionné en équipe nationale.

## Palmarès
- Vainqueur de la coupe de Tunisie en 1977 et 1984
- Lauréat du concours du jeune footballeur tunisien en 1971 (chez les plus jeunes) et 1972 (chez les jeunes)
- Vainqueur de la coupe de Tunisie juniors en 1975